# Wang Wei
Wang Wei (cinese: 王維T, Wáng WéiP; 699 – 759) è stato un poeta e pittore cinese.

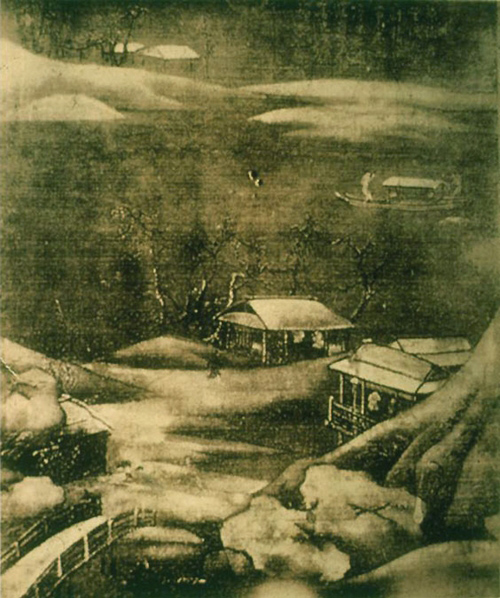
Wang Wei, Neve su un torrente (雪溪圖), forse copia del secolo X, inchiostro e colore su seta, particolare. Precedentemente parte della Raccolta della famiglia manciù, oggi è andata perduta. Fra le numerose copie delle opere di Wang Wei, questa è quella che forse più ci consente di immaginare meglio l'originale.

Fu uno dei più famosi e influenti uomini di lettere e arti del suo tempo. Si cimentò in diversi ambiti del sapere, fu inoltre statista e musicista. Molte delle sue poesie ci sono state tramandate e ventinove di esse furono incluse nell'importante antologia del periodo Qing Trecento poesie Tang.

## Biografia
Wang Wei è ricordato specialmente come cantore e pittore della natura. Ci sono pervenute circa quattrocento sue poesie, che furono inizialmente raccolte e curate in un corpus dal fratello più giovane Wang Jin. Dei suoi dipinti nessun originale certificato è sopravvissuto, tuttavia esistono copie più tarde che sono preziose per tentare di tracciare una cifra stilistica dell'autore. Pure il suo talento musicale era particolarmente apprezzato, in questo caso nulla ci è noto ad eccezione delle fonti scritte. Wang Wei eccelse inoltre nella calligrafia, svolse l'attività di funzionario di corte e divenne un devoto del buddhismo Chán.

## La poesia
Molte delle quartine di Wang Wei ritraggono calmi e suggestivi scenari di acqua e nebbia, con pochi dettagli e limitata presenza dell'essere umano. Ecco Torrente dal canto d'uccello:
Riposo dell'uomo. Caduta di fiori di cannella.
Notte calma, di marzo, sulla montagna deserta.
Sorge la luna. Spaventato, l'uccello trilla:
Echi di cascate primaverili...

## Lo stile pittorico
Pur se non possiamo contare su nessuna opera certa di mano di Wang Wei sappiamo che il pittore ebbe un'importanza fondamentale per lo sviluppo dell'arte nella Cina di epoca Tang. In particolare gli viene tradizionalmente attribuito il merito di aver dato centralità alla raffigurazione di paesaggi monocromi a inchiostro "guazzato" (破墨, pò mò), affine al tratto calligrafico, genere che nei secoli successivi sarebbe divenuto dominante (a scapito della pittura di figura, più praticata in precedenza). È inoltre considerato l'iniziatore della celebre Scuola pittorica del Sud.